# Ligne de La Rue-Saint-Pierre à Saint-Just-en-Chaussée
La ligne de La-Rue-Saint-Pierre à Saint-Just-en-Chaussée est une ancienne ligne de chemin de fer du réseau ferré français. Elle reliait La Rue-Saint-Pierre - La Neuville-en-Hez, à Saint-Just-en-Chaussée, à travers le département de l'Oise, en région Hauts-de-France.
Elle constituait la ligne 318 000 du réseau ferré national.

## Histoire

### Les origines de la ligne
La construction de la ligne de Beauvais à Clermont et à Saint-Just-en-Chaussée est en partie imputable à la loi du 12 juillet 1865 sur les chemins de fer d'intérêt local, transférant certaines compétences de l'État aux départements et instaurant des subventions en capital, partagées entre l'État et la collectivité concédante. La Compagnie des chemins de fer du Nord combat avec virulence cette loi, susceptible de donner naissance à de nouvelles compagnies la concurrençant sur le plan local ; en vain. En même temps, le Nord[Lequel ?] ne se montre pas intéressé par la plupart des concessions des lignes d'intérêt local, estimant que la subvention de 150 000 francs par kilomètre est insuffisante pour les construire correctement. Au moment où la compétition augmente, la Compagnie change d'avis et traite avec les départements, d'abord l'Oise et la Somme, afin d'obtenir les concessions des lignes prévues par ces départements. Dans l'Oise, il s'agit, outre les lignes déjà citées, de la ligne de Clermont à Compiègne, de la ligne de Compiègne à la limite du département de l'Aisne vers Soissons, de la ligne de Pont-Sainte-Maxence à Roye, de la ligne de Beauvais à Gisors-Embranchement et de la ligne de Saint-Just-en-Chaussée au département de la Somme vers Montdidier. 
La ligne de Beauvais à Saint-Just-en-Chaussée est concédée la Compagnie des chemins de fer du Nord, dans le cadre de la constitution d'un réseau dans le département de l'Oise, par une convention signée le 28 mars 1870 entre le Conseil général et la compagnie. La ligne est déclarée d'utilité publique, à titre d'intérêt local, par un décret du 6 juin 1872,. En attendant la fin des études et la construction du réseau, le Nord arrive à contrôler le capital de certaines compagnies concurrentes ou de s'entendre avec elles, ce qui est le cas avec la Compagnie du Chemin de fer d'Orléans à Rouen. Peu intéressée d'exploiter directement les chemins de fer d'intérêt local, la Compagnie du Nord rétrocède les lignes de l'Oise à cette dernière compagnie en 1873. Au moment de l'ouverture de la première ligne d'intérêt local de Rochy-Condé à Saint-Just par La Rue-Saint-Pierre - La Neuville-en-Hez, en date du 3 octobre 1876, l'Orléans-Rouen doit faire face à des difficultés financières. Il fait faillite dès l'année suivante, ce qui l'amène à rendre les concessions au Nord,. La ligne est reprise définitivement par la Compagnie des chemins de fer du Nord, selon les termes d'une convention signée entre le ministre des Travaux publics et la compagnie le 5 juin 1883. Cette convention est approuvée par une loi le 20 novembre suivant, qui reclasse la ligne dans le réseau d'intérêt général.

### Le déclin de la ligne
Le 15 mai 1939 est le jour de la suppression du service de voyageurs sur la plupart des lignes SNCF de moindre importance dans le département de l'Oise, mais aussi d'autres régions de la France, dans le cadre d'une politique de coordination. Cette dernière poursuit officiellement l'objectif de mettre fin à la compétition entre les lignes d'autocars privées (créées pour la plupart sans concertation et étant assurées à titre libre) et le chemin de fer, mais est surtout un prétexte pour libérer la SNCF de son obligation de service public sur de nombreuses relations. Le service voyageurs entre La Rue-Saint-Pierre et Saint-Just-en-Chaussée, ainsi qu'entre Beauvais et Estrées-Saint-Denis, cesse à ce moment. Contrairement à d'autres lignes de la région, le service voyageurs n'est pas repris pendant la Seconde Guerre mondiale. Étant donné que Bulles est l'unique gare proprement dite de la ligne, la desserte marchandises peut se faire depuis Beauvais uniquement, et le tronçon de Bulles a Saint-Just est abandonné et déclassé le 13 novembre 1954. Moins de dix-neuf ans après, la desserte de Bulles cesse également, ce qui conduit au déclassement de la section de La Rue-Saint-Pierre au 27 juillet 1973 (voir ci-dessous). La ligne est entièrement déposée après le déclassement, et le tracé n'est plus visible qu'au Bois de Mont, entre Le Mesnil-sur-Bulle et Fournival.

### Dates de déclassement
- Bulles à Saint-Just-en-Chaussée (PK 25,400 à 35,110) : 12 novembre 1954[9].
- La Rue-Saint-Pierre à Bulles (PK 19,420 à 25,400) : 27 juillet 1973[10].

## Description de la ligne
La ligne est à voie unique et l'espacement des trains est assuré par cantonnement téléphonique jusqu'à la suppression du service voyageurs. Ensuite, le régime d'exploitation et de régulation devient celui de la voie unique à trafic restreint. La ligne prend son origine en gare de La Rue-Saint-Pierre - La Neuville-en-Hez, située au P.K. 19,1 de la ligne de Rochy-Condé à Soissons (le P.K. 0,0 étant la gare de Beauvais), à 72 m au-dessus du niveau de la mer. Cette gare est, dès l'origine, prévue comme gare de bifurcation, et dispose d'une prise d'eau pour les locomotives à vapeur, mais pas d'une plaque tournante. Le tracé traverse le plateau picard et la campagne clermontoise. Quatre communes sont desservies au passage : Litz, Bulles, Le Mesnil-sur-Bulles et Fournival. 
Litz (P.K. 20,3) est un point d'arrêt. Entre Litz et Bulles, la ligne suit la vallée de la Brêche naissante, petit ruisseau qu'elle traverse à l'entrée de la gare de Bulles. Entre-temps, les trains de voyageurs desservent le point d'arrêt de Wariville (P.K. 22,8), hameau de Litz. La gare de Bulles (P.K. 24,8 ; 81 m) est l'unique gare intermédiaire de la ligne, mais ne dispose pas de prise d'eau. Le parcours suivant jusqu'à Fournival représente une ascension de 72 m, sur une distance de 6,3 km, ce qui représente une déclivité moyenne de 11,4 ‰. La déclivité maximale est quant à elle de 15 ‰. D'abord, le point d'arrêt du Mesnil-sur-Bulles est desservi, situé à plus d'un kilomètre de distance du village. Fournival (P.K. 31,2 ; 153 m) est l'unique halte du parcours et représente son point culminant. Elle est également située à une distance considérable du village, en Bois de Mont. La descente vers Saint-Just se fait avec des déclivités atteignant une fois de plus 15 ‰, sans point d'arrêt sur les 4,9 km qui suivent. La ligne atteint la gare de Saint-Just-en-Chaussée (P.K. 36,1 ; 104 m), depuis le sud. D'autres lignes y sont en correspondance vers cinq autres directions : la ligne de Paris-Nord à Lille, la ligne de Saint-Just-en-Chaussée à Douai ; et la ligne VFIL Oise à voie métrique, d'Estrées-Saint-Denis à Crèvecœur-le-Grand. Un dépôt annexe est actif à Saint-Just pour assurer l'entretien courant des locomotives à vapeur, et une plaque tournante de 14 m permet leur retournement,.

## Matériel roulant ayant circulé sur la ligne
La traction est assurée par le dépôt de Beauvais. Avant la Première Guerre mondiale, sont employées des 030 série 3.400, des 040 série 4.000, des 120 T série 2.900 et des 032 T Engerth série 3.000. Bien que les automotrices à vapeur série VV1 & 2 aient été photographiées en gares de La Rue-Saint-Pierre et Bulles, la littérature ne fait pas mention d'une utilisation dans le service régulier. Après la guerre, le service de voyageurs est assumé principalement par des 220 T série 2.300 « Ravachol » et des 222 T série 2.200 « Revolver », devant des voitures Armistice prussiennes. Les trains de marchandises sont tractés désormais par des G 7.2 prussiennes Armistice série 4.1000 (futures 040B) du dépôt de Beauvais, puis par des 230 A et des 232 TA à partir des années 1940. Après la nationalisation, des essais avec des autorails du centre de Compiègne sont effectués, mais la suppression du service voyageurs devenant effective dès le 15 mai 1939, il n'y aura pas d'autorails en service régulier.

## Exploitation et trafic
Si l'on ne compte pas la population de La Rue-Saint-Pierre, La Neuville-en-Hez et Saint-Just-en-Chaussée, aux extrémités de la ligne, elle ne dessert qu'un potentiel de moins de 1 500 habitants en 1936. La contrée traversée est assez faiblement peuplée, et il n'y a pas d'autres localités desservies hormis celles donnant leurs noms aux stations. Le potentiel du trafic de marchandises est également faible, Bulles étant l'unique établissement desservi par les trains de marchandises, et aucun embranchement particulier n'étant recensé sur la ligne. Le transport de denrées agricoles est prédominant, dont notamment les céréales et les betteraves. S'y ajoute un certain transit de wagons entre Saint-Just et Beauvais.  
Bien que la déclaration d'utilité publique ait porté(e) sur une ligne de Beauvais à Saint-Just-en-Chaussée, il n'y a plus de trains de voyageurs de bout en bout dès l'ouverture complète de la ligne de Rochy-Condé à Soissons en 1880. L'exploitation ne se fera que par navettes, de Saint-Just-en-Chaussée à La Rue-Saint-Pierre - La Neuville-en-Hez et vice-versa. Elles sont au nombre de cinq par jour et par sens jusqu'à la Première Guerre mondiale, réduites à deux pendant la guerre[Laquelle ?], puis restent au niveau de trois jusqu'à la fin du service voyageurs. Pour les 17 km du parcours avec ses cinq arrêts intermédiaires, soit un arrêt tous les 2,8 km, les trains mettent environ 35 minutes en direction de Saint-Just et 30 min en direction de La Rue-Saint-Pierre, ce qui correspond à une vitesse commerciale d'environ 31 km/h en moyenne. Le meilleur temps de parcours Beauvais - Saint-Just est de 1 h 19, et de 1 h 04 en sens inverse. En été 1936, les trains partent de Saint-Just à 8 h 11, 14 h 21 et 17 h 31, et repartent de La Rue-Saint-Pierre à 9 h 08, 15 h 08 et 18 h 34. Seulement les trains de 8 h 11 et 14 h 21 ont une correspondance immédiate pour Beauvais, et seul le train de 18 h 34 a une correspondance immédiate pour Saint-Just ; sinon, des attentes d'une heure ou plus sont nécessaires en gare de La Rue-Saint-Pierre. Cet inconvénient est dû à une exploitation à l'économique n'ayant recours qu'à une seule rame ; il n'y a pas de croisements de trains sur la ligne, et aucune station n'est par ailleurs conçue à cet effet. Les trains de marchandises peuvent toutefois croiser à Bulles.